# NGC 7049

## Фотографії «Хаббла»
Фотографії були зроблені за допомогою камери Advanced Camera for Surveys орбітального телескопа «Хаббл». Цей пристрій працює лише частково. Вперше він зламалося ще в 2007 році. Потім поломки неодноразово повторювалися, і остання відбулася в жовтні 2008 року.
NGC 7049 є перехідною ланкою між еліптичними і спіральними галактиками. Об'єкт розташовується на відстані близько 100 мільйонів світлових років від Землі в сузір'ї Індіанця. Діаметр галактики становить приблизно 150 тисяч світлових років.
Із спіральними галактиками, до яких відноситься і Чумацький Шлях, NGC 7049 ріднить наявність великої кількості пилових кілець, що обертаються. При цьому формою галактика нагадує еліптичну. Останні відрізняються не тільки своєю яскраво вираженою еліпсоїдною структурою, але і практично повною відсутністю пороши і майже повною відсутністю молодих зірок.
За словами астрономів, нові знімки будуть використані для вивчення так званих кулястих скупчень — достатньо щільних популяцій зірок усередині галактик. Від інших схожих об'єктів NGC 7049 відрізняється досить малою кількістю таких скупчень.

## Виноски
1. ↑  Photo Release — heic0905: Dramatically backlit dust in giant galaxy. Архів оригіналу за 10 квітня 2009. Процитовано 8 квітня 2009.